# Osiczyna (województwo lubelskie)
Osiczyna – wieś w Polsce położona w województwie lubelskim, w powiecie zamojskim, w gminie Skierbieszów.
W latach 1975–1998 miejscowość administracyjnie należała do województwa zamojskiego.
Wieś jest sołectwem w gminie Skierbieszów. Według Narodowego Spisu Powszechnego z roku 2011 wieś liczyła 104 mieszkańców.
Wierni Kościoła rzymskokatolickiego należą do parafii Wniebowzięcia Najświętszej Maryi Panny w Skierbieszowie.

## Części wsi
| SIMC    | Nazwa    | Rodzaj    |
| ------- | -------- | --------- |
| 0898640 | Dębowiec | część wsi |
| 0898656 | Nawsie   | część wsi |

## Historia
Według Słownika geograficznego Królestwa Polskiego z roku 1886, Osiczyna – wieś w ówczesnym powiecie hrubieszowskim, gminie Grabowiec, parafii rzymskokatolickiej i obrzędu wschodniego w Skierbieszowie.